# Seznam hokejistů draftovaných týmem Washington Capitals

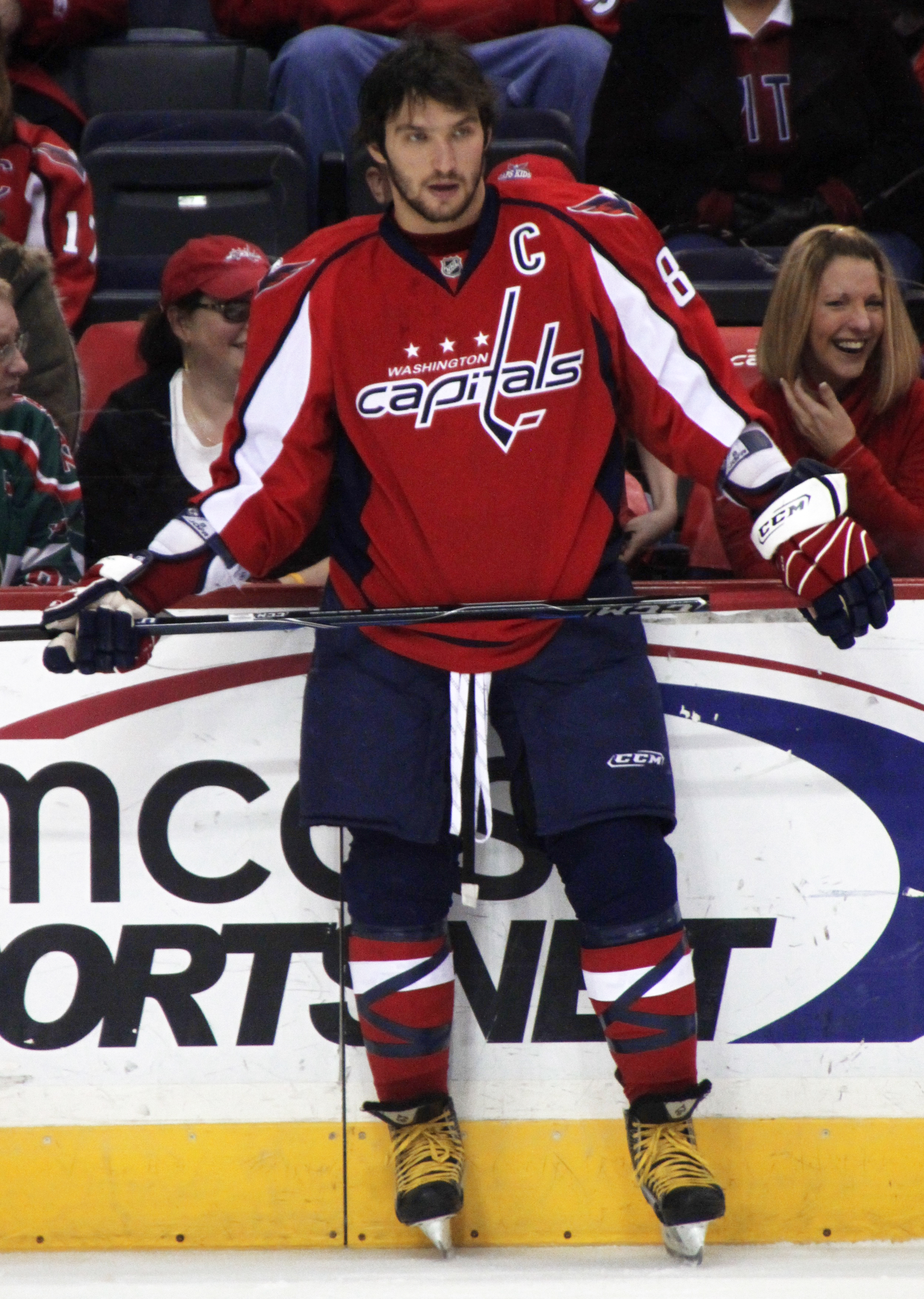
Alexandr Ovečkin byl draftován z 1. místa v roce 2004.

Toto je kompletní seznam hokejistů, kteří byli draftováni v NHL do týmu Washington Capitals. To zahrnuje každého hráče, který byl draftován, bez ohledu na to, zda hrál za tým.

## Draft 1. kola

### Historie prvního kola
| † | Hráč který byl vybrán do hokejové síně slávy | Hráč který byl vybrán do hokejové síně slávy | Hráč který byl vybrán do hokejové síně slávy |
| * | Draftován z 1. místa                         | Draftován z 1. místa                         | Draftován z 1. místa                         |
| ≠ | Hráč který neodehrál žádný zápas v NHL       | Hráč který neodehrál žádný zápas v NHL       | Hráč který neodehrál žádný zápas v NHL       |

| Rok  | Místo | Hráč                | Pozice              | Stát    | Předchozí tým (liga)                |
| ---- | ----- | ------------------- | ------------------- | ------- | ----------------------------------- |
| 1974 | 1*    | Greg Joly           | Obránce             | Kanada  | Regina Pats (WCJHL)                 |
| 1975 | 18    | Alex Forsyth        | Centr               | Kanada  | Kingston Canadians (OHA)            |
| 1976 | 1*    | Rick Green          | Obránce             | Kanada  | London Knights (OMJHL)              |
| 1976 | 15    | Greg Carroll        | Centr               | Kanada  | Medicine Hat Tigers (WCHL)          |
| 1977 | 3     | Robert Picard       | Obránce             | Kanada  | Montreal Juniors (OMJHL)            |
| 1978 | 2     | Ryan Walter         | Centr               | Kanada  | Seattle Breakers (WCJHL)            |
| 1978 | 18    | Tim Coulis          | Levé křídlo         | Kanada  | Hamilton Fincups (OHA)              |
| 1979 | 4     | Mike Gartner†       | Pravé křídlo        | Kanada  | Cincinnati Stingers (WHA)           |
| 1980 | 5     | Darren Veitch       | Obránce             | Kanada  | Regina Pats (WHL)                   |
| 1981 | 3     | Bobby Carpenter     | Centr               | USA     | St. John's Pioneers (USHS)          |
| 1982 | 5     | Scott Stevens†      | Obránce             | Kanada  | Kitchener Rangers (OHL)             |
| 1983 | Nikdo | Nikdo               | Nikdo               | Nikdo   | Nikdo                               |
| 1984 | 17    | Kevin Hatcher†      | Obránce             | USA     | North Bay Centennials (OHL)         |
| 1985 | 19    | Yvon Corriveau      | Levé křídlo         | Kanada  | Toronto Marlboros (OHL)             |
| 1986 | 19    | Jeff Greenlaw       | Levé křídlo         | Kanada  | Tým Kanada (Mezinárodní)            |
| 1987 | Nikdo | Nikdo               | Nikdo               | Nikdo   | Nikdo                               |
| 1988 | 15    | Reggie Savage       | Pravé křídlo        | Kanada  | Victoriaville Tigres (QMJHL)        |
| 1989 | 19    | Olaf Kölzig         | Brankář             | Německo | Tri-City Americans (WHL)            |
| 1990 | 9     | John Slaney         | Obránce             | Kanada  | Cornwall Royals (OHL)               |
| 1991 | 14    | Pat Peake           | Pravé křídlo        | USA     | Detroit Compuware Ambassadors (OHL) |
| 1991 | 21    | Trevor Halverson    | Levé křídlo         | Kanada  | North Bay Centennials (OHL)         |
| 1992 | 14    | Sergej Gončar       | Obránce             | Rusko   | Traktor Čeljabinsk (RSL)            |
| 1993 | 11    | Brendan Witt        | Obránce             | Kanada  | Seattle Thunderbirds (WHL)          |
| 1993 | 17    | Jason Allison       | Centr               | Kanada  | London Knights (OHL)                |
| 1994 | 10    | Nolan Baumgartner   | Obránce             | Kanada  | Kamloops Blazers (WHL)              |
| 1994 | 15    | Alexandr Charlamov≠ | Pravé křídlo        | Rusko   | HC CSKA Moskva (RSL)                |
| 1995 | 17    | Brad Church         | Levé křídlo         | Kanada  | Prince Albert Raiders (WHL)         |
| 1995 | 23    | Miika Elomo         | Pravé křídlo        | Finsko  | TPS Turku (FNL)                     |
| 1996 | 4     | Alexandr Volčkov    | Centr               | Rusko   | Barrie Colts (OHL)                  |
| 1996 | 17    | Jaroslav Svejkovský | Pravé křídlo        | Česko   | Tri-City Americans (WHL)            |
| 1997 | 9     | Nick Boynton        | Obránce             | Kanada  | Ottawa 67's (OHL)                   |
| 1998 | Nikdo | Nikdo               | Nikdo               | Nikdo   | Nikdo                               |
| 1999 | 7     | Kris Beech          | Centr               | Kanada  | Calgary Hitmen (WHL)                |
| 2000 | 26    | Brian Sutherby      | Centr               | Kanada  | Moose Jaw Warriors (WHL)            |
| 2001 | Nikdo | Nikdo               | Nikdo               | Nikdo   | Nikdo                               |
| 2002 | 12    | Steve Eminger       | Obránce             | Kanada  | Kitchener Rangers (OHL)             |
| 2002 | 13    | Alexandr Sjomin     | levé křídlo         | Rusko   | Traktor Čeljabinsk (RSL-2)          |
| 2002 | 17    | Boyd Gordon         | Centr               | Kanada  | Red Deer Rebels (WHL)               |
| 2003 | 18    | Eric Fehr           | Pravé křídlo        | Kanada  | Brandon Wheat Kings (WHL)           |
| 2004 | 1*    | Alexandr Ovečkin    | Levé křídlo         | Rusko   | HC Dynamo Moskva (RSL)              |
| 2004 | 27    | Jeff Schultz        | Obránce             | Kanada  | Calgary Hitmen (WHL)                |
| 2004 | 29    | Mike Green          | Obránce             | Kanada  | Saskatoon Blades (WHL)              |
| 2005 | 14    | Sasha Pokulok≠      | Obránce             | Kanada  | Cornell University (ECAC)           |
| 2005 | 27    | Joe Finley          | Obránce             | USA     | Sioux Falls Stampede (USHL)         |
| 2006 | 4     | Nicklas Bäckström   | Centr               | Švédsko | Brynäs IF (SWE)                     |
| 2006 | 23    | Semjon Varlamov     | Brankář             | Rusko   | Lokomotiv Jaroslavl-2 (RSL-3)       |
| 2007 | 5     | Karl Alzner         | Obránce             | Kanada  | Calgary Hitmen (WHL)                |
| 2008 | 21    | Anton Gustafsson≠   | Centr               | Švédsko | Frölunda HC (SWE)                   |
| 2008 | 27    | John Carlson        | Obránce             | USA     | Indiana Ice (USHL)                  |
| 2009 | 24    | Marcus Johansson    | Centr               | Švédsko | Färjestads BK (SWE)                 |
| 2010 | 26    | Jevgenij Kuzněcov≠  | Centr               | Rusko   | Traktor Čeljabinsk (KHL)            |
| 2011 | Nikdo | Nikdo               | Nikdo               | Nikdo   | Nikdo                               |
| 2012 | 11    | Filip Forsberg≠     | Pravé a levé křídlo | Švédsko | Leksands IF (HA)                    |
| 2012 | 16    | Tom Wilson≠         | Centr               | Kanada  | Plymouth Whalers (OHL)              |

### Celkový výběr

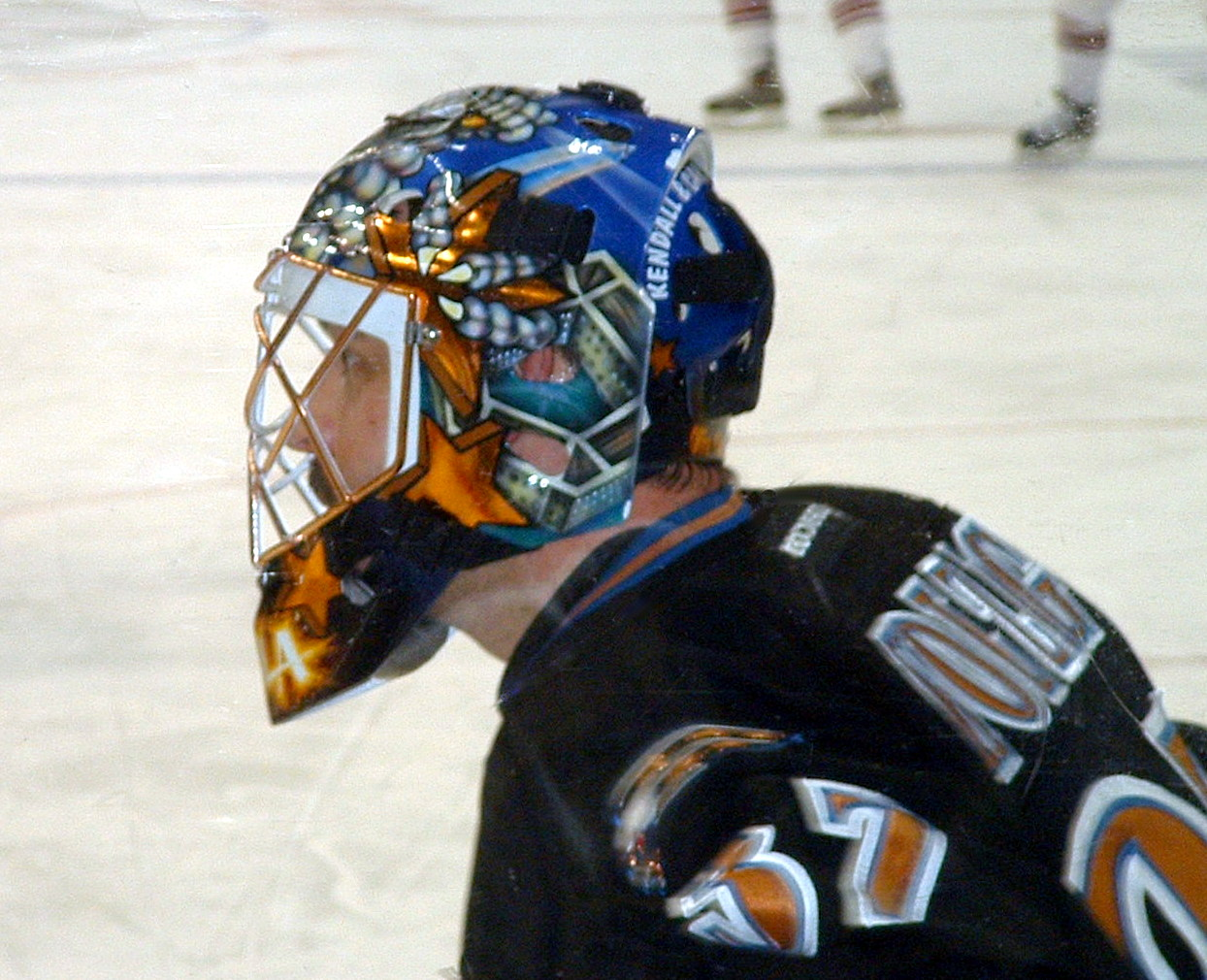
Olaf Kölzig byl draftován z 19. místa v roce 1989.

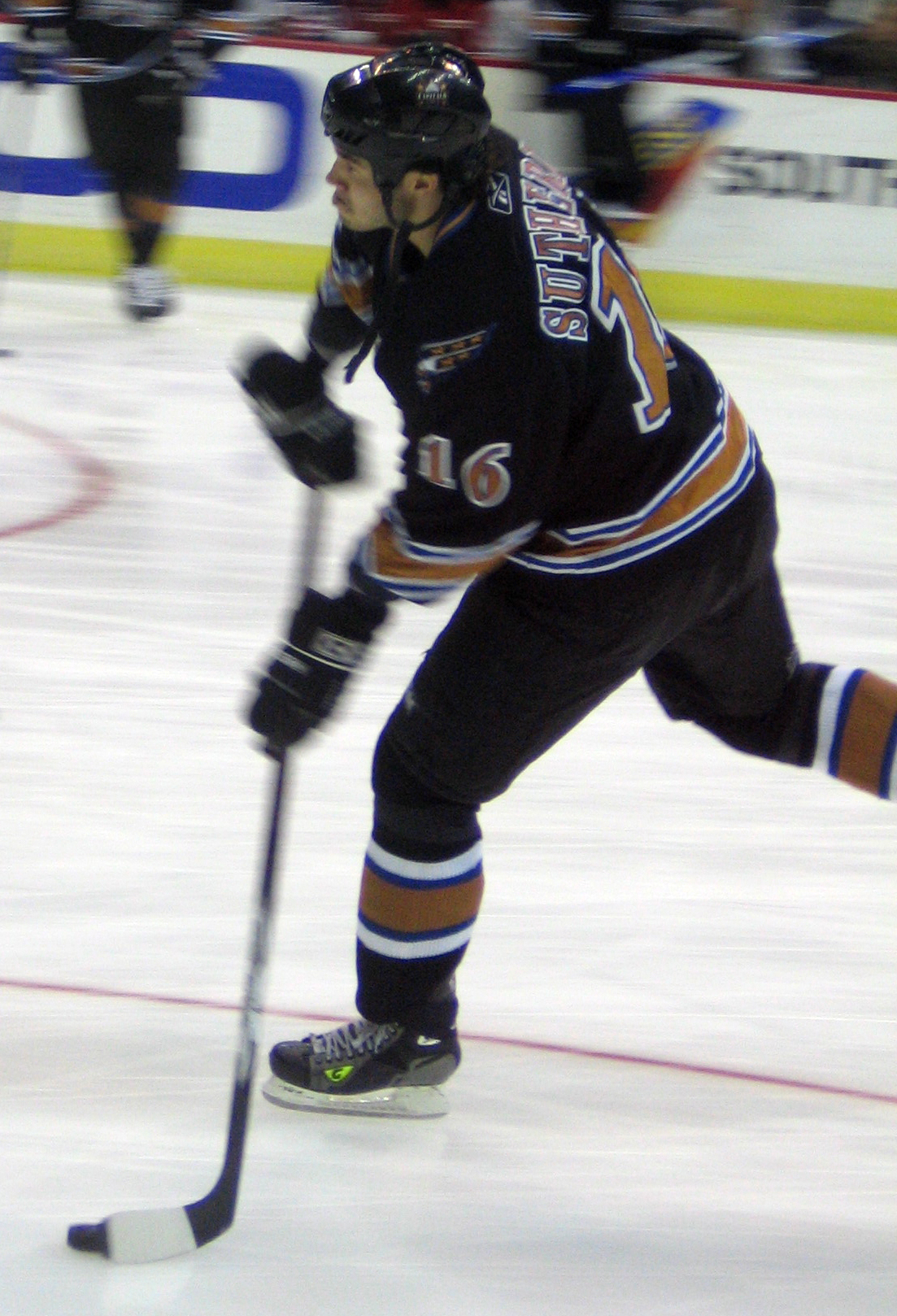
Brian Sutherby byl draftován z 26. místa v roce 2000.

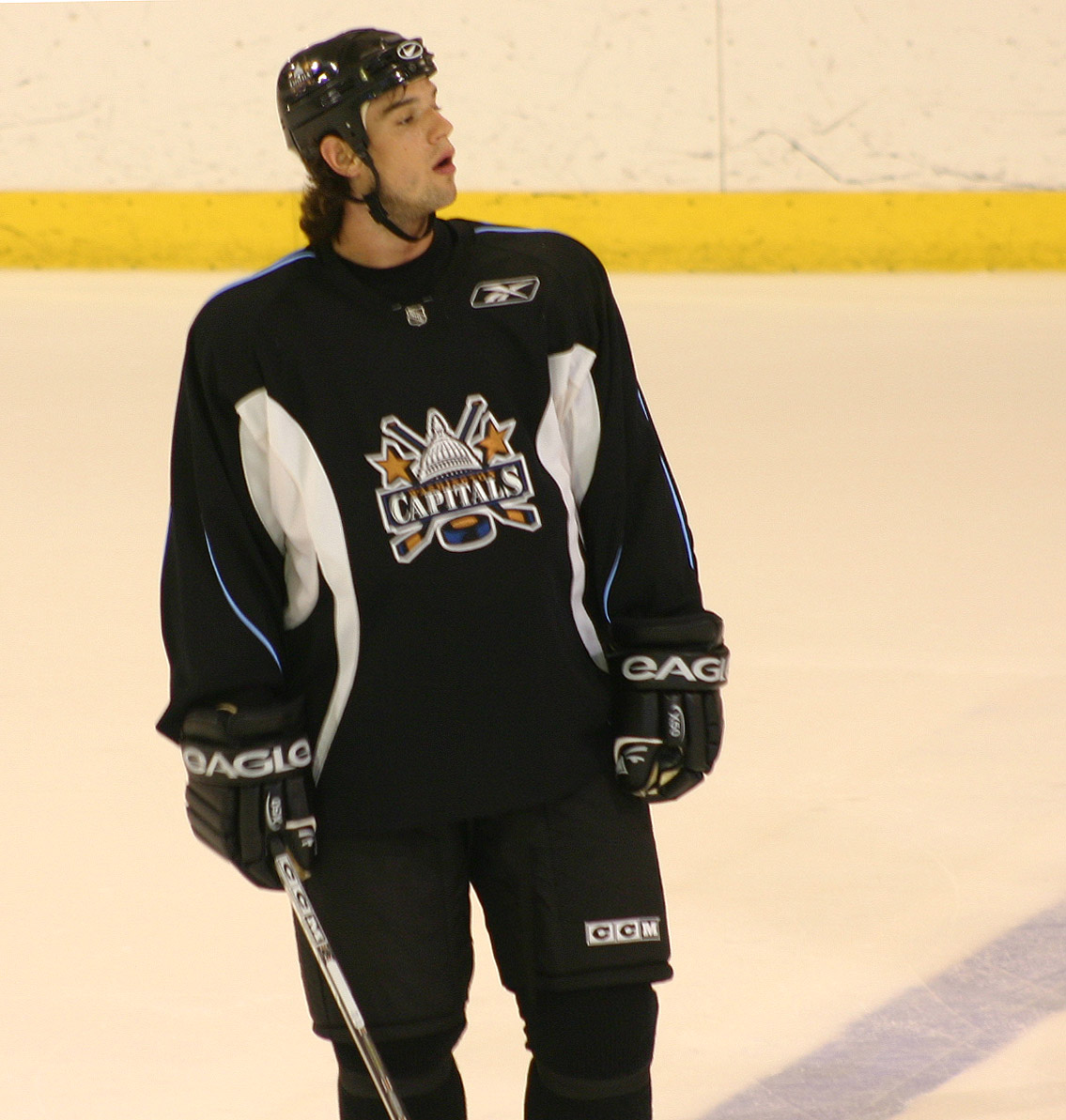
Jakub Čutta byl draftován ze 61. místa v roce 2000.

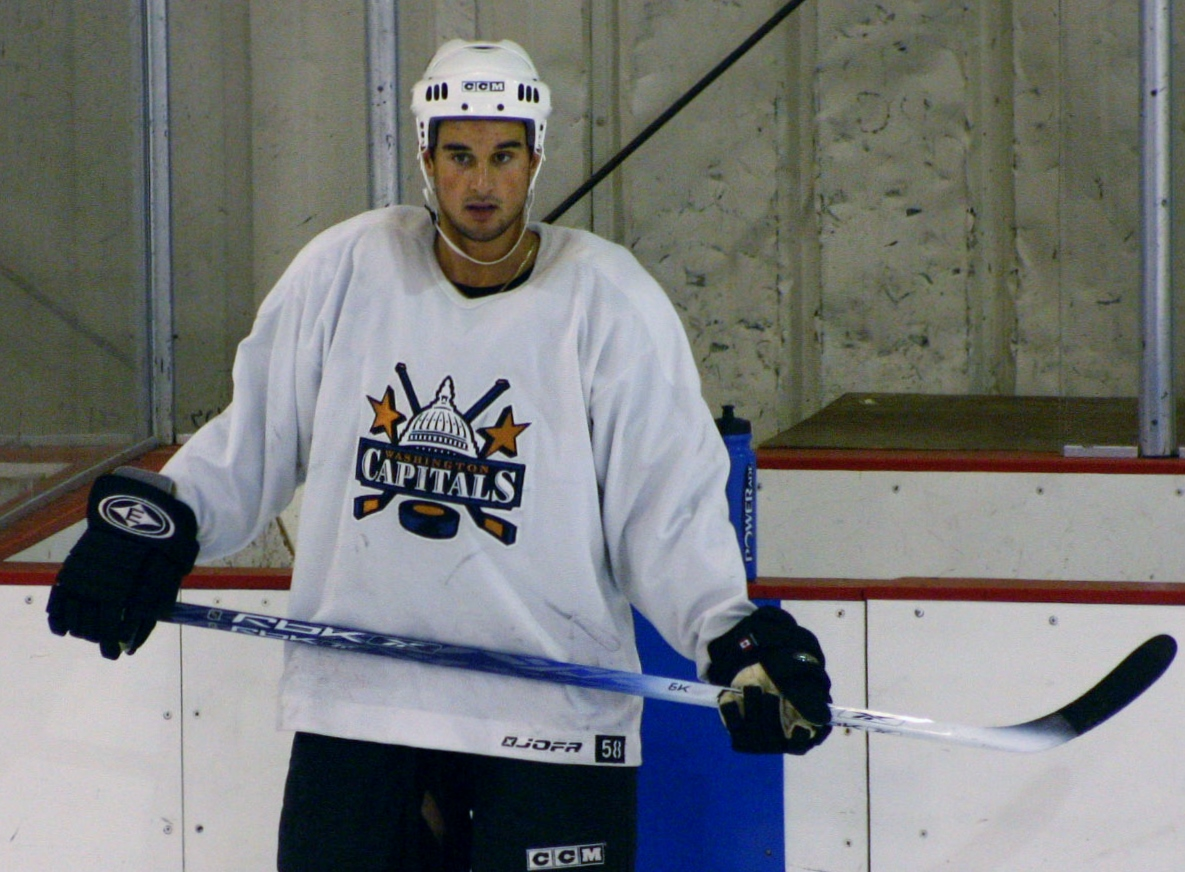
Owen Fussey byl draftován z 90. místa v roce 2001.

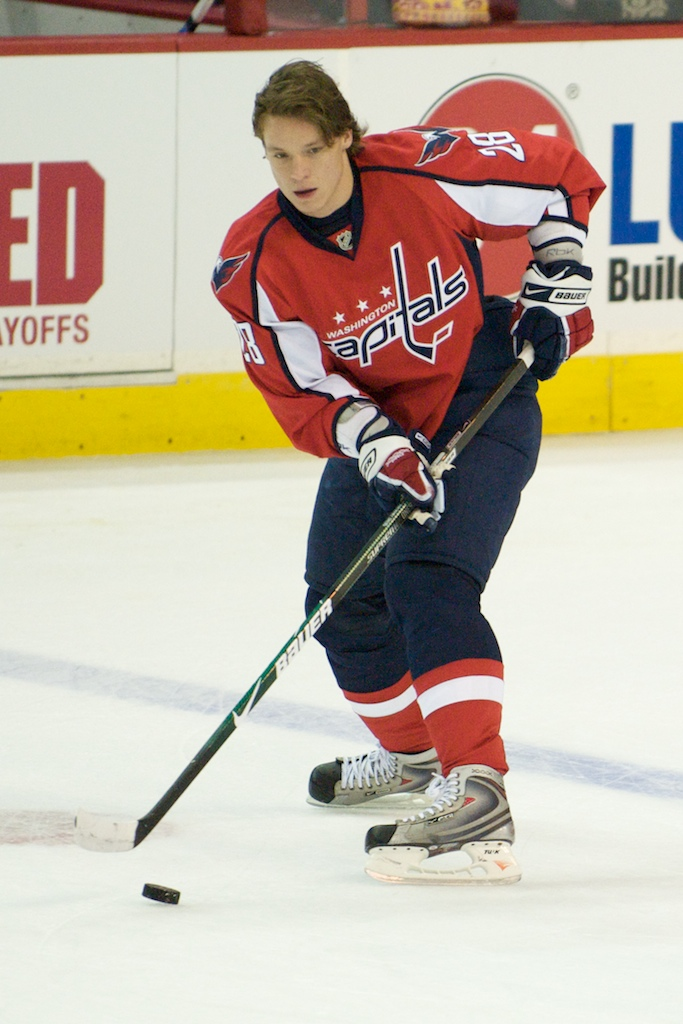
Alexandr Sjomin byl draftován z 12. místa v roce 2002.

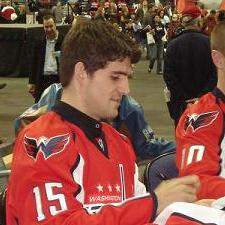
Boyd Gordon byl draftován ze 17. místa v roce 2002.

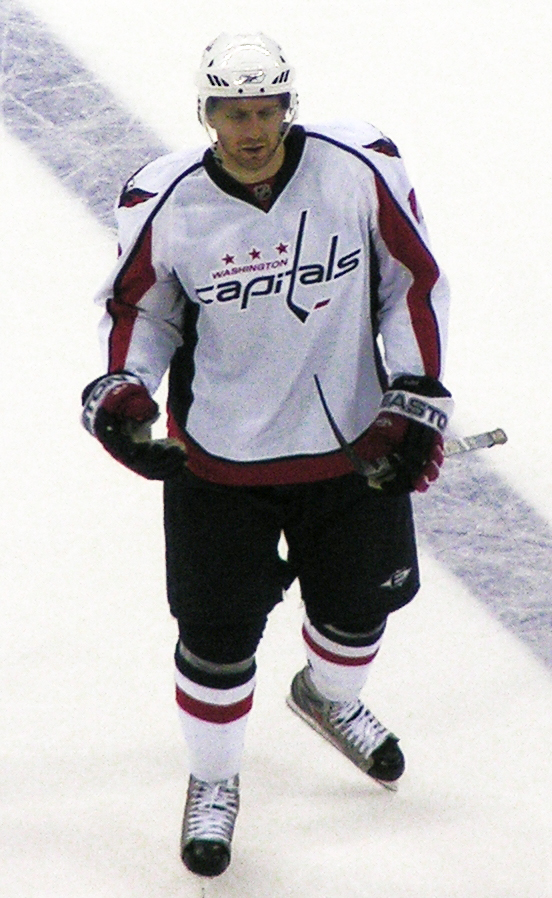
Eric Fehr byl draftován ze 18. místa v roce 2003.

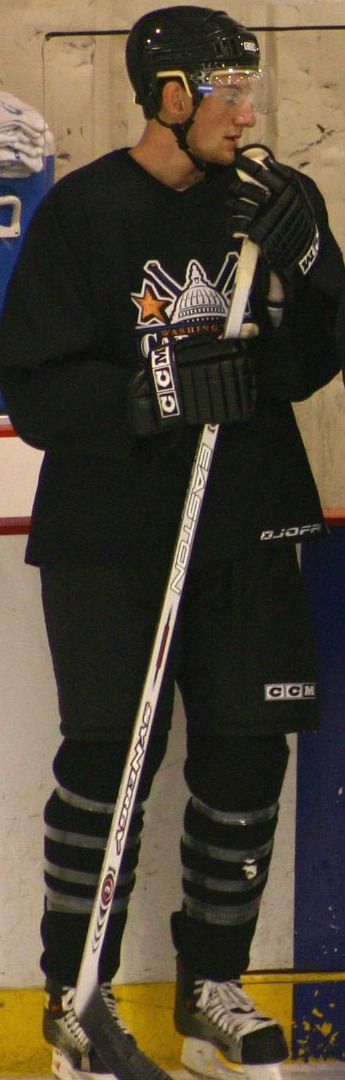
Jeff Schultz byl draftován z 27 místa v roce 2004.

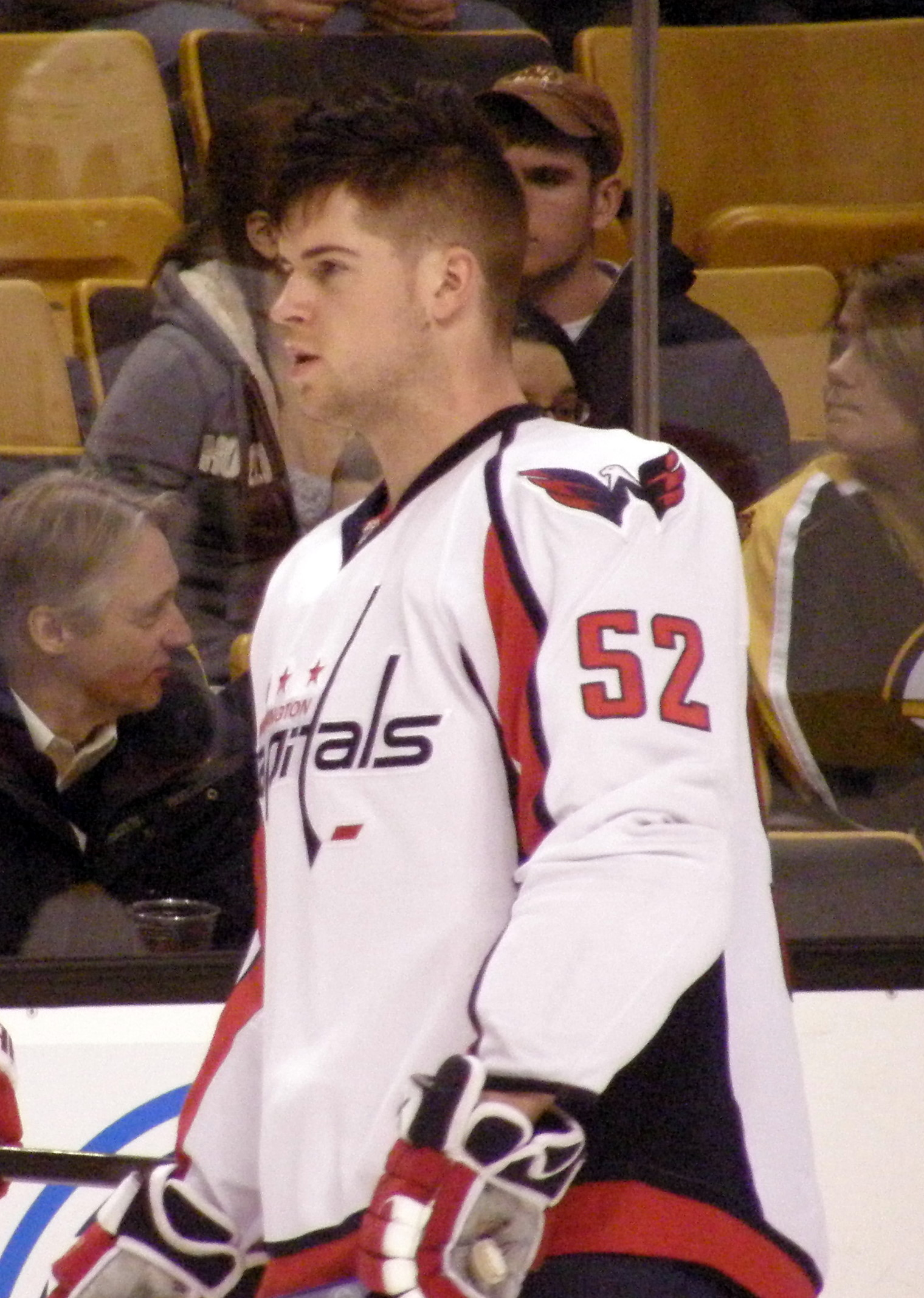
Mike Green byl draftován z 29 místa v roce 2004.

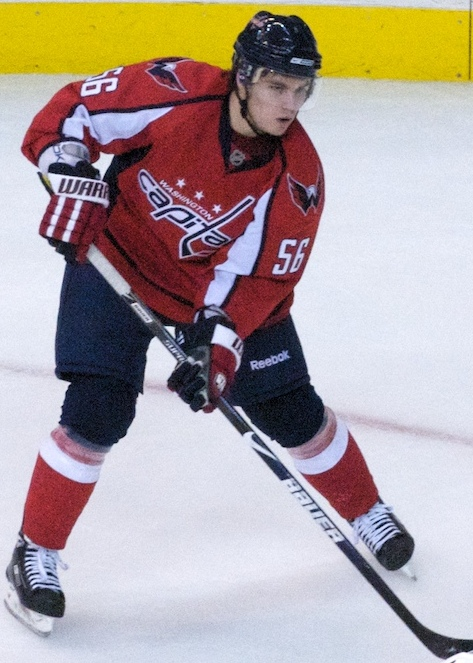
Chris Bourque byl draftován ze 33. místa v roce 2004.

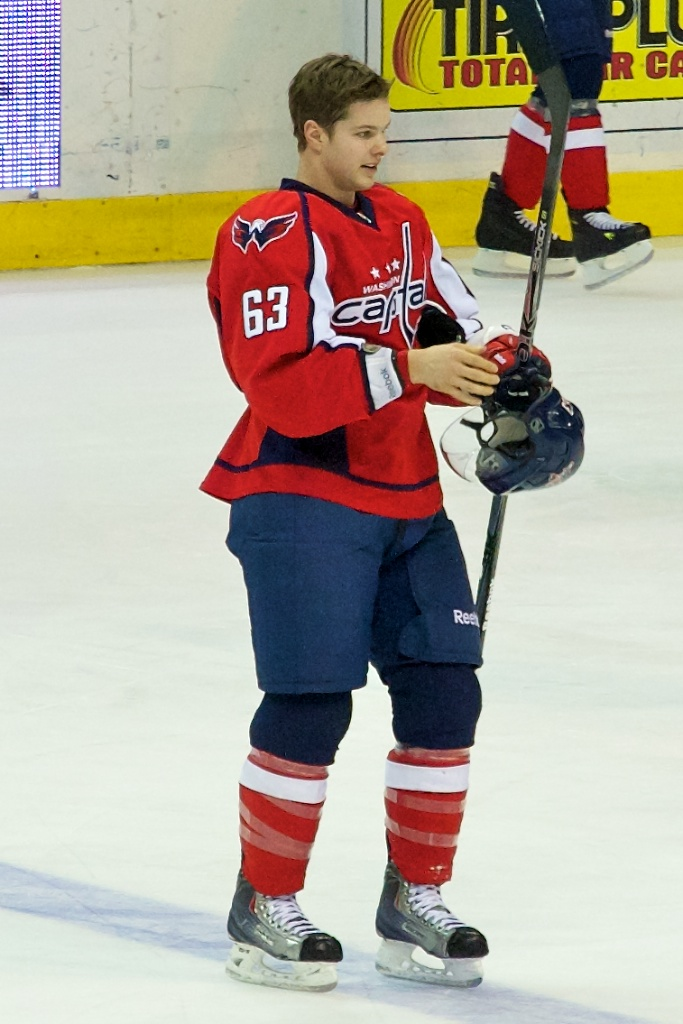
Andrew Gordon byl draftován ze 197. místa v roce 2004.

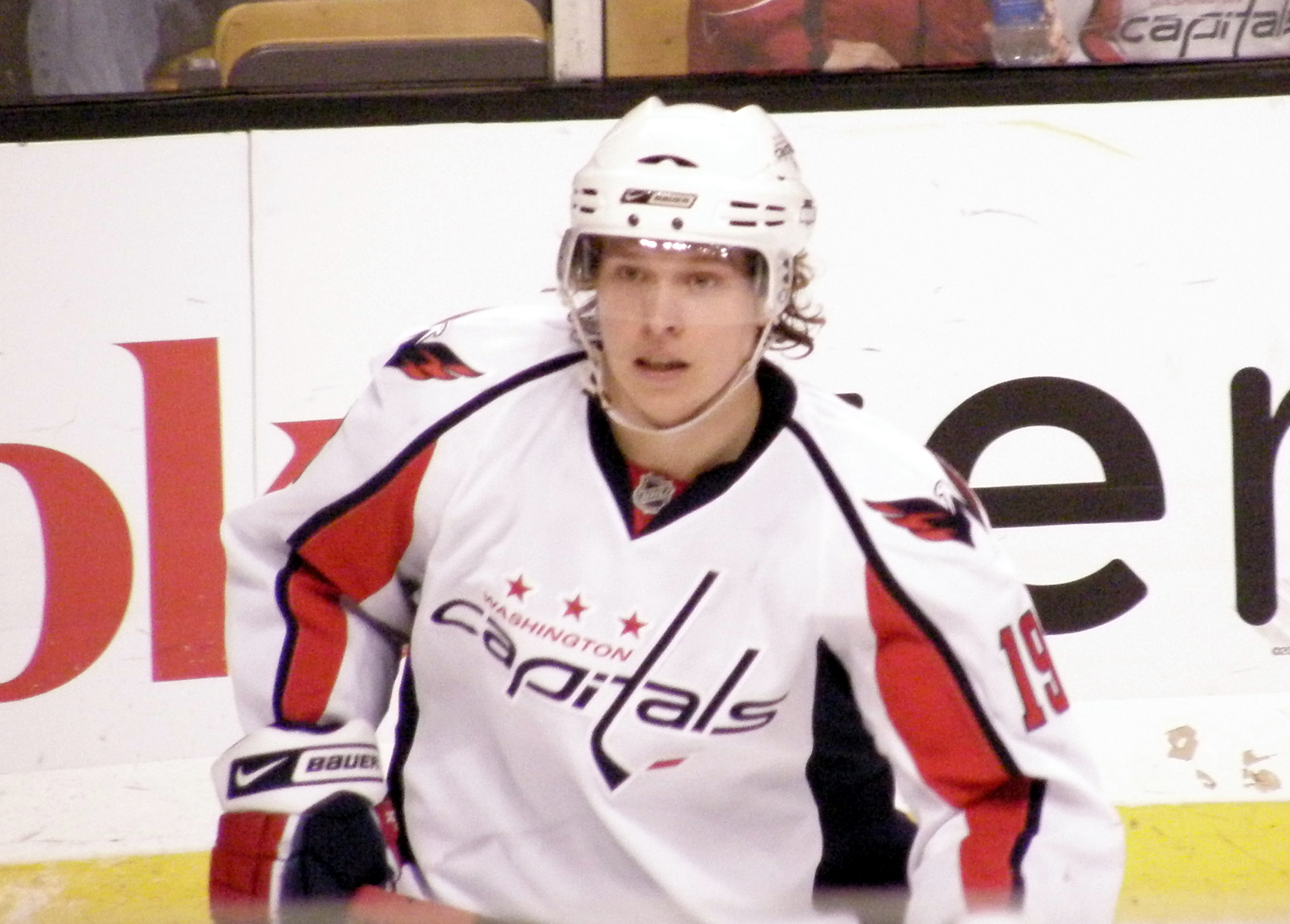
Nicklas Bäckström byl draftován z 4. místa v roce 2006.

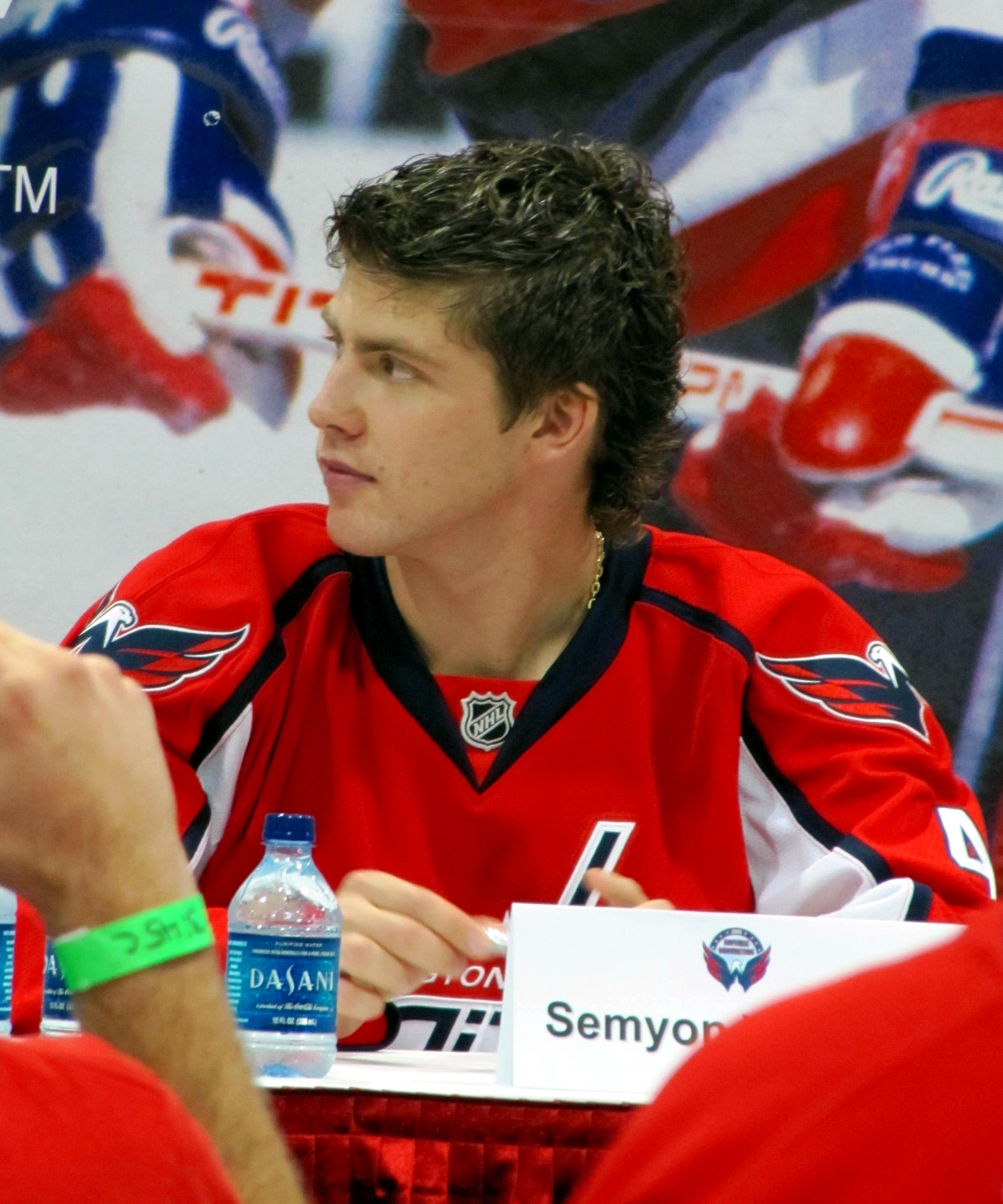
Semjon Varlamov byl draftován z 23. místa v roce 2006.

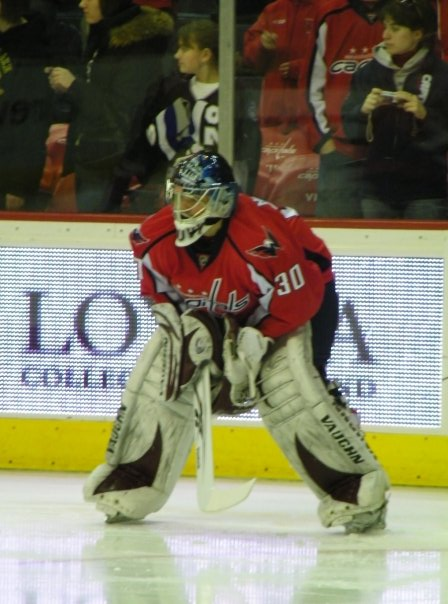
Michal Neuvirth byl draftován ze 34. místa v roce 2006.

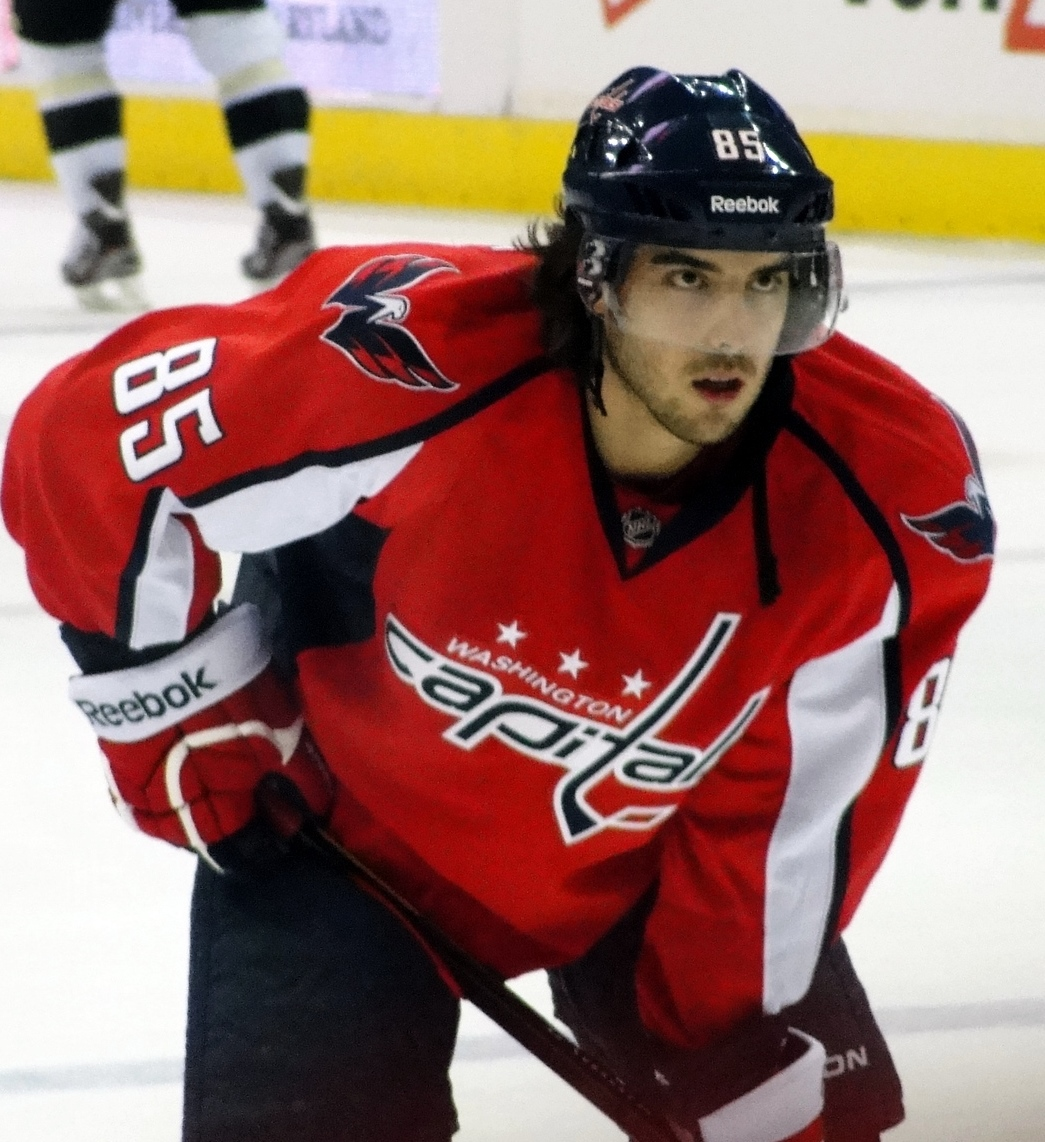
Mathieu Perreault byl draftován ze 177. místa v roce 2006.

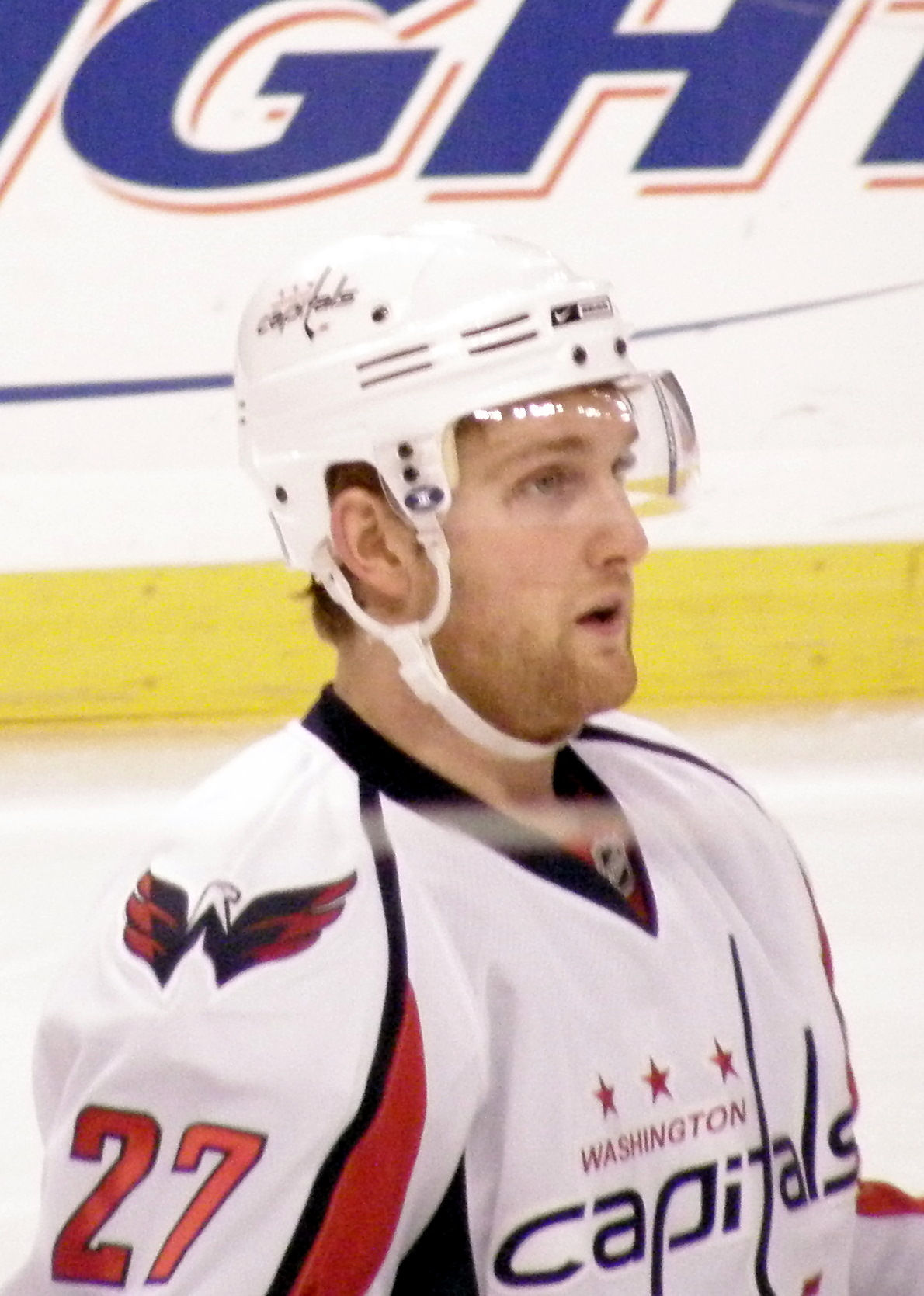
Karl Alzner byl draftován z 5. místa v roce 2007.

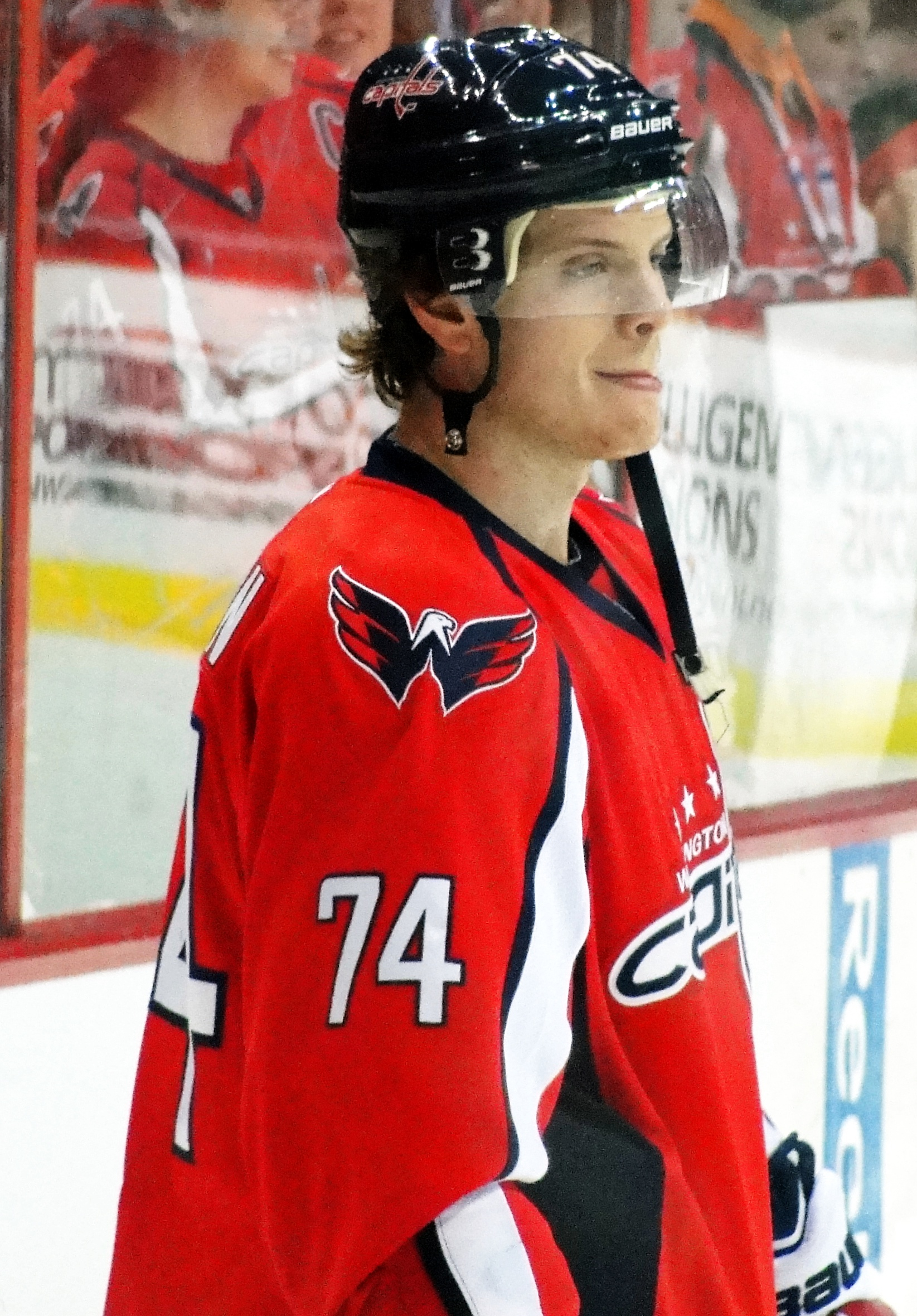
John Carlson byl draftován z 27. místa v roce 2008.

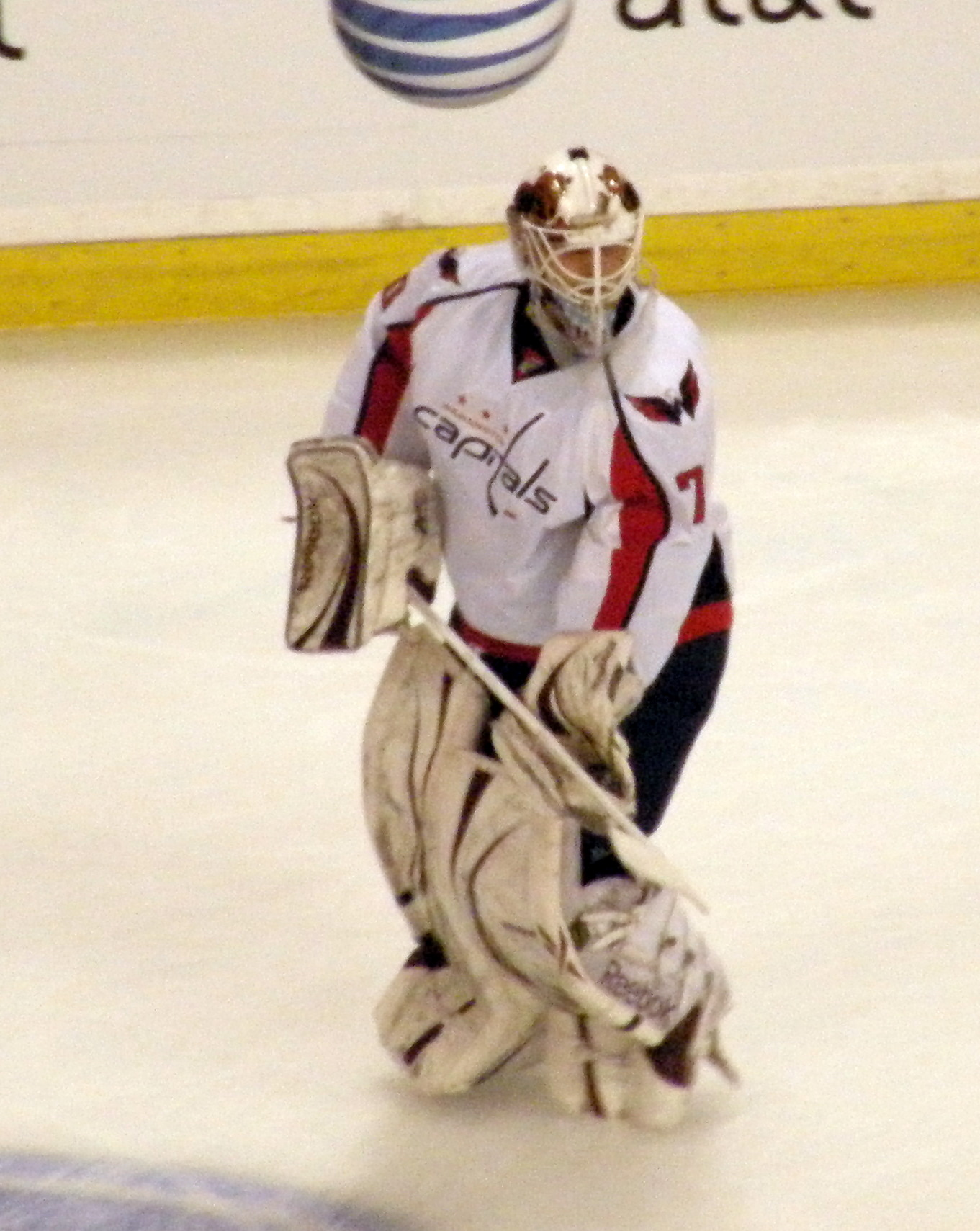
Braden Holtby byl draftován z 93. místa v roce 2008.

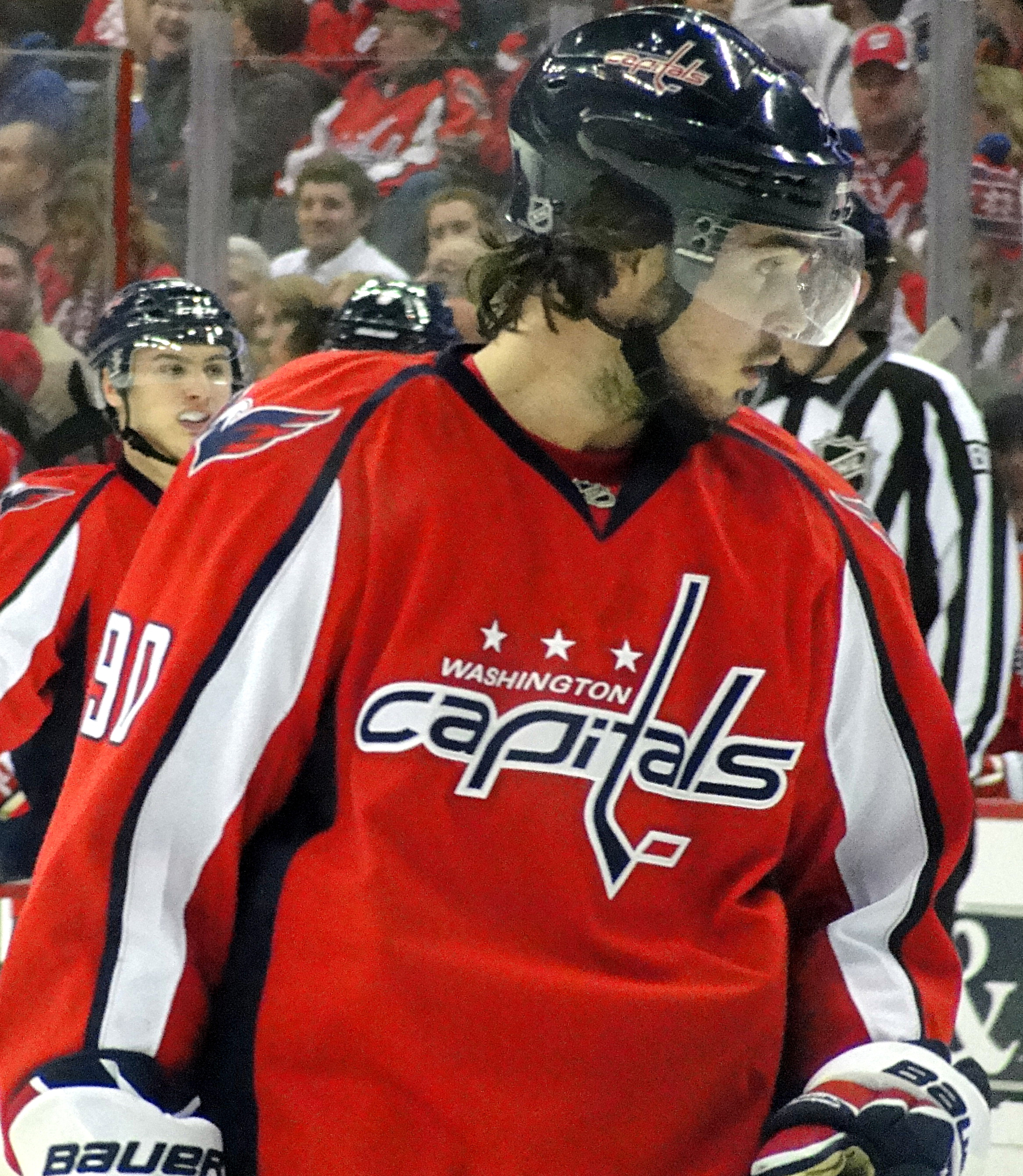
Marcus Johansson byl draftován z 24. místa v roce 2009.

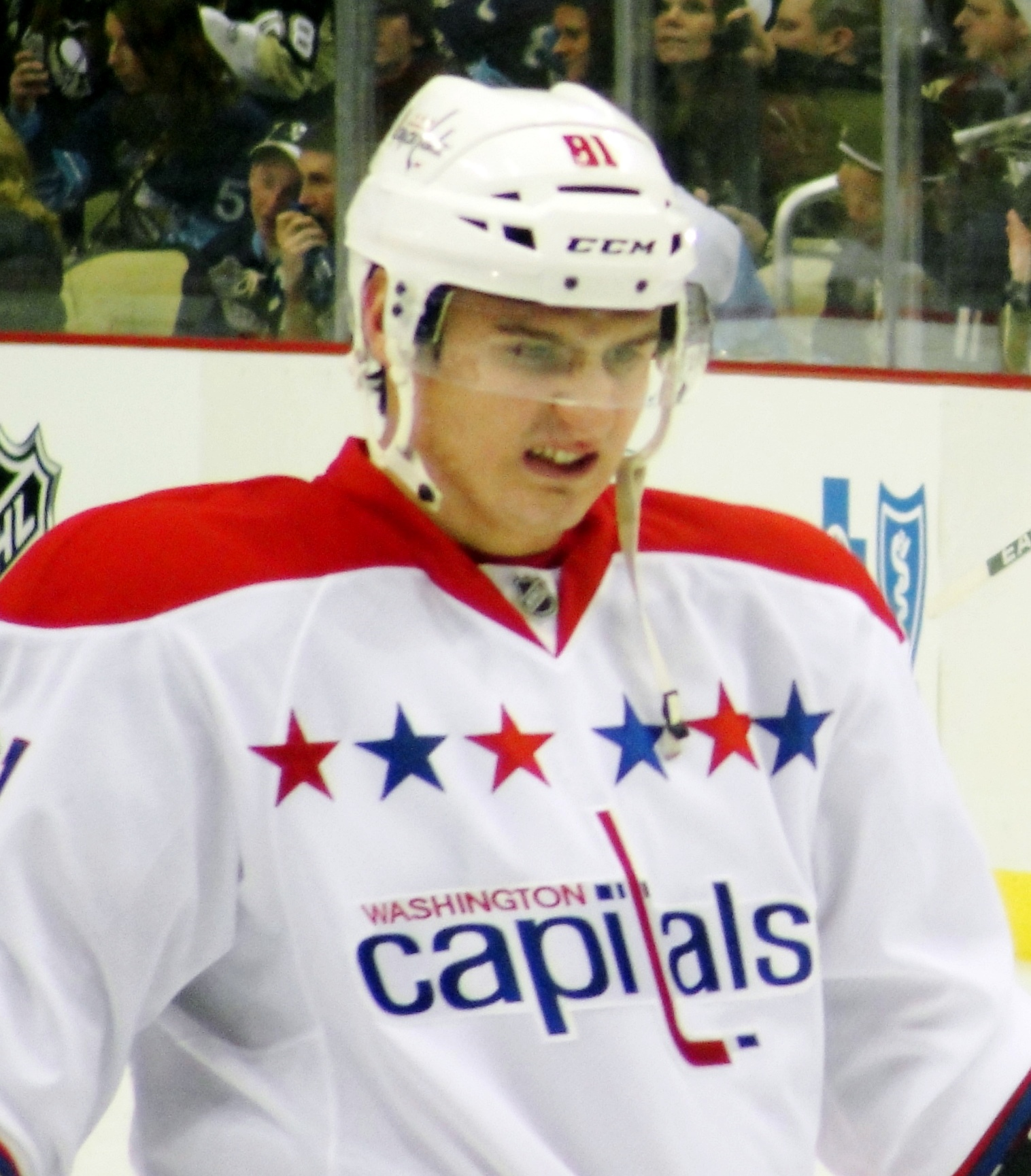
Dmitrij Orlov byl draftován z 55. místa v roce 2009.

|  | Hráči kteří hráli nejméně jeden zápas v NHL |
|  | Hráči kteří si zahráli v NHL All-Star Game  |

| Rok  | Kolo | Místo | Hráč                  | Pozice              |
| ---- | ---- | ----- | --------------------- | ------------------- |
| 1974 | 1    | 1     | Greg Joly             | Obránce             |
| 1974 | 2    | 19    | Mike Marson           | Útočník             |
| 1974 | 3    | 37    | John Paddock          | Útočník             |
| 1974 | 4    | 55    | Paul Nicholson        | Levé křídlo         |
| 1974 | 5    | 73    | Jack Patterson        | Útočník             |
| 1974 | 6    | 91    | Brian Kinsella        | Pravé křídlo        |
| 1974 | 7    | 109   | Garth Malarchuk       | Brankář             |
| 1974 | 8    | 127   | John Nazar            | Levé křídlo         |
| 1974 | 9    | 144   | Kevin Erikson         | Brankář             |
| 1974 | 10   | 161   | Tony White            | Útočník             |
| 1974 | 11   | 176   | Ron Pronchuk          | Obránce             |
| 1974 | 12   | 190   | Dave McKee            | Pravé křídlo        |
| 1974 | 13   | 202   | Scott Mabley          | Obránce             |
| 1974 | 14   | 212   | Bernard Plante        | Levé křídlo         |
| 1974 | 15   | 220   | Jacques Chiasson      | Pravé křídlo        |
| 1974 | 16   | 225   | Bill Bell             | Obránce             |
| 1974 | 17   | 228   | Bob Blanchet          | Brankář             |
| 1974 | 18   | 231   | Johnny Bower          | Obránce             |
| 1974 | 19   | 234   | Yves Plouffe          | Obránce             |
| 1974 | 20   | 237   | Terry Bozack          | Obránce             |
| 1974 | 21   | 240   | Gordie Cole           | Levé křídlo         |
| 1974 | 22   | 242   | Mike Consentino       | Centr               |
| 1974 | 23   | 244   | John Duncan           | Obránce             |
| 1974 | 24   | 246   | Barry Kerfoot         | Pravé křídlo        |
| 1974 | 25   | 247   | Ron Poole             | Centr               |
| 1975 | 1    | 18    | Alex Forsyth          | Útočník             |
| 1975 | 2    | 19    | Peter Scamurra        | Obránce             |
| 1975 | 4    | 55    | Blair MacKasey        | Obránce             |
| 1975 | 5    | 73    | Craig Crawford        | Centr               |
| 1975 | 6    | 91    | Roger Swanson         | Brankář             |
| 1975 | 7    | 109   | Clark Jantzie         | Útočník             |
| 1975 | 8    | 127   | Mike Fryia            | Útočník             |
| 1975 | 9    | 144   | Jim Ofrim             | Útočník             |
| 1975 | 10   | 161   | Mal Zinger            | Útočník             |
| 1976 | 1    | 1     | Rick Green            | Obránce             |
| 1976 | 1    | 15    | Greg Carroll          | Centr               |
| 1976 | 3    | 37    | Tom Rowe              | Pravé křídlo        |
| 1976 | 4    | 55    | Al Glendenning        | Obránce             |
| 1976 | 5    | 73    | Doug Patey            | Pravé křídlo        |
| 1976 | 6    | 91    | Jim Bedard            | Brankář             |
| 1976 | 6    | 90    | Don Wilson            |                     |
| 1976 | 7    | 109   | Dale Rideout          | Brankář             |
| 1976 | 8    | 119   | Al Dumba              | Pravé křídlo        |
| 1977 | 1    | 3     | Robert Picard         | Obránce             |
| 1977 | 2    | 21    | Marc Lofthouse        | Pravé křídlo        |
| 1977 | 3    | 39    | Eddy Godin            | Pravé křídlo        |
| 1977 | 4    | 57    | Nelson Burton         | Levé křídlo         |
| 1977 | 5    | 75    | Denis Turcotte        |                     |
| 1977 | 6    | 93    | Perry Schnarr         | Levé křídlo         |
| 1977 | 7    | 111   | Rollie Boutin         | Brankář             |
| 1977 | 8    | 127   | Brent Tremblay        | Obránce             |
| 1977 | 9    | 143   | Don Micheletti        |                     |
| 1977 | 10   | 156   | Archie Henderson      | Pravé křídlo        |
| 1978 | 1    | 2     | Ryan Walter           | Centr               |
| 1978 | 1    | 18    | Tim Coulis            | Levé křídlo         |
| 1978 | 2    | 20    | Paul Mulvey           | Levé křídlo         |
| 1978 | 12   | 23    | Paul MacKinnon        | Obránce             |
| 1978 | 3    | 38    | Glen Currie           | Levé křídlo         |
| 1978 | 3    | 45    | Jay Johnston          | Obránce             |
| 1978 | 4    | 55    | Bengt-Ake Gustafsson  | Pravé křídlo        |
| 1978 | 5    | 71    | Lou Franceschetti     | Pravé křídlo        |
| 1978 | 6    | 88    | Vince Magnan          |                     |
| 1978 | 7    | 105   | Mats Hallin           | Levé křídlo         |
| 1978 | 8    | 122   | Rich Sirois           | Brankář             |
| 1978 | 9    | 139   | Denis Pomerleau       | Pravé křídlo        |
| 1978 | 10   | 156   | Barry Heard           | Brankář             |
| 1978 | 11   | 172   | Mark Toffolo          | Obránce             |
| 1978 | 12   | 187   | Paul Hogan            | Levé křídlo         |
| 1978 | 12   | 189   | Steve Barger          | Pravé křídlo        |
| 1978 | 13   | 202   | Rod Pacholzuk         |                     |
| 1978 | 14   | 213   | Wes Jarvis            | Centr               |
| 1978 | 14   | 215   | Ray Irwin             | Obránce             |
| 1979 | 1    | 4     | Mike Gartner          | Pravé křídlo        |
| 1979 | 2    | 24    | Errol Rausse          | Levé křídlo         |
| 1979 | 67   | 4     | Harvie Pocza          | Pravé křídlo        |
| 1979 | 5    | 88    | Tim Tookey            | Centr               |
| 1979 | 6    | 109   | Greg Theberge         | Obránce             |
| 1980 | 1    | 5     | Darren Veitch         | Obránce             |
| 1980 | 3    | 47    | Dan Miele             |                     |
| 1980 | 3    | 55    | Torrie Robertson      | Levé křídlo         |
| 1980 | 1    | 89    | Timo Blomqvist        | Obránce             |
| 1980 | 6    | 110   | Todd Bidner           | Centr               |
| 1980 | 7    | 131   | Frank Perkins         | Obránce             |
| 1980 | 8    | 152   | Bruce Raboin          |                     |
| 1980 | 9    | 173   | Peter Andersson       | Obránce             |
| 1980 | 10   | 194   | Tonny Camazzola       | Obránce             |
| 1981 | 1    | 3     | Bobby Carpenter       | Centr               |
| 1981 | 3    | 45    | Eric Calder           | Obránce             |
| 1981 | 3    | 68    | Tony Kellin           | Obránce             |
| 1981 | 5    | 89    | Mike Siltala          | Pravé křídlo        |
| 1981 | 5    | 91    | Peter Sidorkiewicz    | Brankář             |
| 1981 | 6    | 110   | Jim McGeough          | Centr               |
| 1981 | 7    | 131   | Risto Jalo            | Utočník             |
| 1981 | 8    | 152   | Gaetan Duchesne       | Levé křídlo         |
| 1981 | 9    | 173   | George White          | Utočník             |
| 1981 | 10   | 194   | Chris Valentine       | Centr               |
| 1982 | 1    | 5     | Scott Stevens         | Obránce             |
| 1982 | 3    | 58    | Milan Nový            | Centr               |
| 1982 | 5    | 89    | Dean Evason           | Centr               |
| 1982 | 6    | 110   | Ed Kastelic           | Pravé křídlo        |
| 1982 | 8    | 152   | Wally Schreiber       | Pravé křídlo        |
| 1982 | 9    | 173   | Jamie Reeve           | Brankář             |
| 1982 | 10   | 194   | Juha Nurmi            |                     |
| 1982 | 11   | 215   | Wayne Prestage        | Centr               |
| 1982 | 12   | 236   | Jon Holden            | Brankář             |
| 1982 | 12   | 247   | Marco Kallas          | Centr               |
| 1983 | 4    | 75    | Tim Bergland          | Pravé křídlo        |
| 1983 | 5    | 95    | Martin Bouliane       |                     |
| 1983 | 7    | 135   | Dwaine Hutton         | Centr               |
| 1983 | 8    | 155   | Marty Abrams          | Brankář             |
| 1983 | 9    | 175   | Dave Cowan            |                     |
| 1983 | 10   | 195   | Yves Beaudoin         | Obránce             |
| 1983 | 11   | 215   | Alain Raymond         | Brankář             |
| 1983 | 11   | 216   | Anders Huss           |                     |
| 1984 | 1    | 17    | Kevin Hatcher         | Obránce             |
| 1984 | 2    | 34    | Steve Leach           | Pravé křídlo        |
| 1984 | 3    | 59    | Michal Pivoňka        | Centr               |
| 1984 | 4    | 80    | Kris King             | Levé křídlo         |
| 1984 | 6    | 122   | Vito Cramarossa       | Pravé křídlo        |
| 1984 | 7    | 143   | Timo Iljina           | Obránce             |
| 1984 | 8    | 164   | Frank Joo             | Obránce             |
| 1984 | 9    | 185   | Jim Thomson           | Pravé křídlo        |
| 1984 | 10   | 205   | Paul Cavallini        | Obránce             |
| 1984 | 11   | 225   | Michail Tatarinov     | Obránce             |
| 1984 | 12   | 246   | Per Schedrin          |                     |
| 1985 | 1    | 19    | Yvon Corriveau        | Levé křídlo         |
| 1985 | 2    | 40    | John Druce            | Pravé křídlo        |
| 1985 | 3    | 61    | Rob Murray            | Centr               |
| 1985 | 4    | 82    | Bill Houlder          | Obránce             |
| 1985 | 4    | 83    | Larry Shaw            | Obránce             |
| 1985 | 5    | 103   | Claude Dumas          | Centr               |
| 1985 | 6    | 124   | Doug Stromback        | Pravé křídlo        |
| 1985 | 7    | 145   | Jamie Nadjiwan        | Levé křídlo         |
| 1985 | 8    | 166   | Mark Haarmann         | Obránce             |
| 1985 | 9    | 187   | Steve Hollett         | Levé křídlo         |
| 1985 | 10   | 208   | Dallas Eakins         | Obránce             |
| 1985 | 11   | 229   | Steve Hrynewich       | Obránce             |
| 1985 | 12   | 250   | Frank Di Muzio        | Levé křídlo         |
| 1986 | 1    | 19    | Jeff Greenlaw         | Levé křídlo         |
| 1986 | 2    | 40    | Steve Seftel          | Levé křídlo         |
| 1986 | 3    | 60    | Shawn Simpson         | Brankář             |
| 1986 | 3    | 61    | Jim Hrivnak           | Brankář             |
| 1986 | 4    | 82    | Erin Ginnell          | Centr               |
| 1986 | 5    | 103   | John Purves           | Pravé křídlo        |
| 1986 | 6    | 124   | Stefan Nilsson        | Centr               |
| 1986 | 7    | 145   | Peter Choma           | Pravé křídlo        |
| 1986 | 8    | 166   | Lee Davidson          | Centr               |
| 1986 | 9    | 187   | Tero Toivola          |                     |
| 1986 | 10   | 208   | Bob Babcock           | Obránce             |
| 1986 | 11   | 229   | John Schratz          |                     |
| 1986 | 12   | 250   | Scott McCrory         | Centr               |
| 1987 | 2    | 36    | Jeff Ballantyne       | Obránce             |
| 1987 | 3    | 57    | Steve Maltais         | Levé křídlo         |
| 1987 | 4    | 78    | Tyler Larter          | Centr               |
| 1987 | 5    | 99    | Pat Beauchesne        | Obránce             |
| 1987 | 6    | 120   | Rich DeFreitas        |                     |
| 1987 | 7    | 141   | Devon Oleniuk         | Obránce             |
| 1987 | 8    | 162   | Thomas Sjogren        |                     |
| 1987 | 10   | 204   | Chris Clarke          | Obránce             |
| 1987 | 11   | 225   | Miloš Vanik           | utočník             |
| 1987 | 12   | 240   | Dan Brettschneider    | Centr               |
| 1987 | 12   | 246   | Ryan Kummu            | Obránce             |
| 1988 | 1    | 15    | Reggie Savage         | Pravé křídlo        |
| 1988 | 2    | 36    | Tim Taylor            | Centr               |
| 1988 | 2    | 41    | Wade Bartley          | Obránce             |
| 1988 | 3    | 57    | Duane Derksen         | Brankář             |
| 1988 | 4    | 78    | Robb Krauss           | Obránce             |
| 1988 | 6    | 120   | Dmitrij Christič      | Pravé křídlo        |
| 1988 | 7    | 141   | Keith Jones           | Pravé křídlo        |
| 1988 | 7    | 144   | Brad Schlegel         | Obránce             |
| 1988 | 8    | 162   | Todd Hilditch         |                     |
| 1988 | 9    | 183   | Petr Pavlas           | Obránce             |
| 1988 | 10   | 192   | Mark Sorensen         | Obránce             |
| 1988 | 10   | 204   | Claudio Scremin       | Obránce             |
| 1988 | 11   | 225   | Chris Venkus          | Pravé křídlo        |
| 1988 | 12   | 246   | Ron Pascucci          | Obránce             |
| 1989 | 1    | 19    | Olaf Kölzig           | Brankář             |
| 1989 | 2    | 35    | Byron Dafoe           | Brankář             |
| 1989 | 3    | 59    | Jim Mathieson         | Obránce             |
| 1989 | 3    | 61    | Jason Woolley         | Obránce             |
| 1989 | 4    | 82    | Trent Klatt           | Pravé křídlo        |
| 1989 | 7    | 145   | Dave Lorentz          | Levé křídlo         |
| 1989 | 8    | 166   | Dean Holoien          | Pravé křídlo        |
| 1989 | 9    | 187   | Victor Gervais        | Centr               |
| 1989 | 10   | 208   | Jiří Vykoukal         | Obránce             |
| 1989 | 11   | 229   | Andrej Sidorov        | Levé křídlo         |
| 1989 | 12   | 250   | Ken House             | Levé křídlo         |
| 1990 | 1    | 9     | John Slaney           | Obránce             |
| 1990 | 2    | 30    | Rod Pasma             | Obránce             |
| 1990 | 3    | 51    | Chris Longo           | Pravé křídlo        |
| 1990 | 4    | 72    | Randy Pearce          | Levé křídlo         |
| 1990 | 5    | 93    | Brian Sakic           | Centr               |
| 1990 | 5    | 94    | Mark Ouimet           | Centr               |
| 1990 | 6    | 114   | Andrej Kovalev        | Pravé křídlo        |
| 1990 | 7    | 135   | Roman Kontsek         | Levé křídlo         |
| 1990 | 8    | 156   | Peter Bondra          | Pravé křídlo        |
| 1990 | 8    | 159   | Steve Martell         | Pravé křídlo        |
| 1990 | 9    | 177   | Ken Klee              | Obránce             |
| 1990 | 10   | 198   | Mike Boback           | Centr               |
| 1990 | 11   | 219   | Alan Brown            |                     |
| 1990 | 12   | 240   | Todd Hlushko          | Levé křídlo         |
| 1991 | 1    | 14    | Pat Peake             | Pravé křídlo        |
| 1991 | 1    | 21    | Trevor Halverson      | Levé křídlo         |
| 1991 | 2    | 25    | Eric Lavigne          | Obránce             |
| 1991 | 2    | 36    | Jeff Nelson           | Centr               |
| 1991 | 3    | 58    | Steve Konowalchuk     | Levé křídlo         |
| 1991 | 4    | 80    | Jusin Morrison        | Pravé křídlo        |
| 1991 | 7    | 146   | Dave Morissette       | Levé křídlo         |
| 1991 | 8    | 168   | Rick Corriveau        | Obránce             |
| 1991 | 9    | 190   | Trevor Duhaime        | Pravé křídlo        |
| 1991 | 10   | 209   | Rob Leask             | Obránce             |
| 1991 | 10   | 212   | Carl LeBlanc          | Obránce             |
| 1991 | 11   | 234   | Rob Puchniak          |                     |
| 1991 | 12   | 256   | Bill Kovacs           | Levé křídlo         |
| 1992 | 1    | 14    | Sergej Gončar         | Obránce             |
| 1992 | 2    | 32    | Jim Carey             | Brankář             |
| 1992 | 3    | 53    | Stefan Ustorf         | Centr               |
| 1992 | 3    | 71    | Martin Gendron        | Pravé křídlo        |
| 1992 | 5    | 119   | John Varga            | Levé křídlo         |
| 1992 | 7    | 167   | Mark Matier           | Obránce             |
| 1992 | 8    | 191   | Mike Mathers          | Levé křídlo         |
| 1992 | 9    | 215   | Brian Stagg           |                     |
| 1992 | 10   | 239   | Greg Callahan         | Obránce             |
| 1992 | 11   | 263   | B.J. MacPherson       | Centr               |
| 1993 | 1    | 11    | Brendan Witt          | Obránce             |
| 1993 | 1    | 17    | Jason Allison         | Centr               |
| 1993 | 3    | 69    | Patrick Boileau       | Obránce             |
| 1993 | 6    | 147   | Frank Banham          | Pravé křídlo        |
| 1993 | 7    | 173   | Dan Hendrickson       | Centr               |
| 1993 | 7    | 174   | Andrew Brunette       | Levé křídlo         |
| 1993 | 8    | 199   | Joel Poirier          | Levé křídlo         |
| 1993 | 9    | 225   | Jason Gladney         | Obránce             |
| 1993 | 10   | 251   | Marc Seliger          | Brankář             |
| 1993 | 11   | 277   | Dany Bousquet         | Centr               |
| 1994 | 1    | 10    | Nolan Baumgartner     | Obránce             |
| 1994 | 1    | 15    | Alexandr Charlamov    | Pravé křídlo        |
| 1994 | 2    | 41    | Scott Cherrey         | Levé křídlo         |
| 1994 | 4    | 93    | Matt Herr             | Centr               |
| 1994 | 5    | 119   | Yanick Jean           | Obránce             |
| 1994 | 6    | 145   | Dimitri Mekeškin      | Obránce             |
| 1994 | 7    | 171   | Dan Reja              | Levé křídlo         |
| 1994 | 8    | 197   | Chris Patrick         | Levé křídlo         |
| 1994 | 9    | 223   | John Tuohy            | Obránce             |
| 1994 | 10   | 249   | Richard Zedník        | Pravé křídlo        |
| 1994 | 11   | 275   | Sergej Tertyšny       | Obránce             |
| 1995 | 1    | 17    | Brad Church           | Levé křídlo         |
| 1995 | 1    | 23    | Miika Elomo           | Levé křídlo         |
| 1995 | 2    | 43    | Dwayne Hay            | Levé křídlo         |
| 1995 | 4    | 93    | Sébastien Charpentier | Brankář             |
| 1995 | 4    | 95    | Joel Theriault        | Obránce             |
| 1995 | 5    | 105   | Benoît Gratton        | Centr               |
| 1995 | 5    | 124   | Joel Cort             | Obránce             |
| 1995 | 6    | 147   | Frederick Jobin       | Obránce             |
| 1995 | 8    | 199   | Vasily Turkovsky      | Obránce             |
| 1995 | 9    | 225   | Scott Swanson         | Obránce             |
| 1996 | 1    | 4     | Alexandr Volčkov      | Pravé křídlo        |
| 1996 | 1    | 17    | Jaroslav Svejkovský   | Levé křídlo         |
| 1996 | 2    | 43    | Jan Bulis             | Centr               |
| 1996 | 3    | 58    | Sergej Zimakov        | Obránce             |
| 1996 | 3    | 74    | David Weninger        | Brankář             |
| 1996 | 3    | 78    | Shawn McNeil          | Centr               |
| 1996 | 4    | 85    | Justin Davis          | Pravé křídlo        |
| 1996 | 5    | 126   | Matt Lahey            | Levé křídlo         |
| 1996 | 6    | 153   | A.J. Van Bruggen      | Pravé křídlo        |
| 1996 | 7    | 180   | Mike Anderson         | Centr               |
| 1996 | 8    | 206   | Oleg Orechovsky       | Obránce             |
| 1996 | 9    | 232   | Chad Cavanagh         | Centr               |
| 1997 | 1    | 9     | Nick Boynton          | Centr               |
| 1997 | 2    | 35    | Jean-François Fortin  | Obránce             |
| 1997 | 3    | 89    | Curtis Cruickshank    | Brankáři            |
| 1997 | 5    | 116   | Kevin Caulfield       | Pravé křídlo        |
| 1997 | 6    | 143   | Henrik Petre          | Obránce             |
| 1997 | 8    | 200   | Pierre-Luc Therrien   | Brankář             |
| 1997 | 9    | 226   | Matt Oikawa           | Pravé křídlo        |
| 1998 | 2    | 49    | Jormar Cruz           | Brankář             |
| 1998 | 3    | 59    | Todd Hornung          | Centr               |
| 1998 | 4    | 106   | Krys Barch            | Pravé křídlo        |
| 1998 | 4    | 107   | Chris Corrinet        | Pravé křídlo        |
| 1998 | 5    | 118   | Mike Siklenka         | Obránce             |
| 1998 | 5    | 125   | Erik Wendell          | Centr               |
| 1998 | 7    | 179   | Nathan Forster        | Obránce             |
| 1998 | 7    | 193   | Rastislav Staňa       | Brankář             |
| 1998 | 8    | 220   | Mike Farrell          | Pravé křídlo        |
| 1998 | 9    | 251   | Blake Evans           | Centr               |
| 1999 | 1    | 7     | Kris Beech            | Centr               |
| 1999 | 2    | 29    | Michal Sivek          | Centr               |
| 1999 | 2    | 31    | Charlie Stephens      | Centr               |
| 1999 | 2    | 34    | Ross Lupaschuk        | Obránce             |
| 1999 | 2    | 37    | Nolan Yonkman         | Obránce             |
| 1999 | 5    | 132   | Roman Tvrdoň          | Levé křídlo         |
| 1999 | 6    | 175   | Kyle Clark            | Pravé křídlo        |
| 1999 | 7    | 192   | David Johansson       | Obránce             |
| 1999 | 8    | 219   | Maxim Orlov           | Centr               |
| 1999 | 9    | 249   | Igor Shadilov         | Obránce             |
| 2000 | 1    | 26    | Brian Sutherby        | Centr               |
| 2000 | 2    | 43    | Matt Pettinger        | Levé křídlo         |
| 2000 | 2    | 61    | Jakub Čutta           | Obránce             |
| 2000 | 4    | 100   | Ryan Van Buskirk      | Obránce             |
| 2000 | 5    | 163   | Ivan Něprjajev        | Centr               |
| 2000 | 9    | 289   | Bjorn Nord            | Obránce             |
| 2001 | 2    | 58    | Nathan Paetsch        | Obránce             |
| 2001 | 3    | 90    | Owen Fussey           | Levé křídlo         |
| 2001 | 4    | 125   | Jeff Lucky            | Centr               |
| 2001 | 5    | 160   | Artěm Ternavskij      | Obránce             |
| 2001 | 6    | 191   | Zbyněk Novák          | Levé křídlo         |
| 2001 | 7    | 221   | Johnny Oduya          | Obránce             |
| 2001 | 8    | 249   | Matthew Maglione      | Obránce             |
| 2001 | 8    | 254   | Petr Polcik           | Levé křídlo         |
| 2001 | 9    | 275   | Robert Müller         | Brankář             |
| 2001 | 9    | 284   | Viktor Hübl           | Levé křídlo         |
| 2002 | 1    | 12    | Steve Eminger         | Obránce             |
| 2002 | 1    | 13    | Alexandr Sjomin       | Levé křídlo         |
| 2002 | 1    | 17    | Boyd Gordon           | Pravé křídlo        |
| 2002 | 2    | 59    | Maxime Daigneault     | Brankář             |
| 2002 | 3    | 77    | Patrick Wellar        | Obránce             |
| 2002 | 3    | 92    | Derek Krestanovich    | Centr               |
| 2002 | 4    | 109   | Jevon Desautels       | Levé křídlo         |
| 2002 | 4    | 118   | Petr Dvořák           | Pravé křídlo        |
| 2002 | 5    | 145   | Robert Gherson        | Brankář             |
| 2002 | 6    | 179   | Marian Havel          | Centr               |
| 2002 | 7    | 209   | Joni Lindlof          | Levé křídlo         |
| 2002 | 8    | 242   | Igor Ignatuškin       | Levé křídlo         |
| 2002 | 9    | 272   | Patric Blomdahl       | Levé křídlo         |
| 2003 | 1    | 18    | Eric Fehr             | Pravé křídlo        |
| 2003 | 3    | 83    | Stephen Werner        | Pravé křídlo        |
| 2003 | 4    | 109   | Andreas Valdix        | Levé křídlo         |
| 2003 | 5    | 155   | Josh Robertson        | Centr               |
| 2003 | 8    | 249   | Andrew Joudrey        | Centr               |
| 2003 | 9    | 279   | Mark Olafson          | Pravé křídlo        |
| 2004 | 1    | 1     | Alexandr Ovečkin      | Levé křídlo         |
| 2004 | 1    | 27    | Jeff Schultz          | Obránce             |
| 2004 | 1    | 29    | Mike Green            | Obránce             |
| 2004 | 2    | 33    | Chris Bourque         | Levé křídlo         |
| 2004 | 2    | 62    | Michail Junkov        | Centr               |
| 2004 | 3    | 66    | Sami Lepistö          | Obránce             |
| 2004 | 3    | 88    | Clayton Barthel       | Obránce             |
| 2004 | 5    | 132   | Oscar Hedman          | Obránce             |
| 2004 | 5    | 138   | Pasi Salonen          | Levé křídlo         |
| 2004 | 6    | 166   | Peter Guggisberg      | Pravé křídlo        |
| 2004 | 7    | 197   | Andrew Gordon         | Pravé křídlo        |
| 2004 | 8    | 230   | Justin Mrazek         | Brankář             |
| 2004 | 9    | 263   | Travis Morin          | Centr               |
| 2005 | 1    | 14    | Sasha Pokulok         | Obránce             |
| 2005 | 1    | 27    | Joe Finley            | Obránce             |
| 2005 | 4    | 109   | Andrew Thomas         | Obránce             |
| 2005 | 4    | 118   | Patrick McNeill       | Obránce             |
| 2005 | 5    | 143   | Daren Machesney       | Brankář             |
| 2005 | 6    | 181   | Tim Kennedy           | Levé křídlo         |
| 2005 | 7    | 209   | Viktor Dovgan         | Obránce             |
| 2006 | 1    | 4     | Nicklas Bäckström     | Centr               |
| 2006 | 1    | 23    | Semjon Varlamov       | Brankář             |
| 2006 | 2    | 34    | Michal Neuvirth       | Brankář             |
| 2006 | 2    | 35    | François Bouchard     | Pravé křídlo        |
| 2006 | 2    | 52    | Keith Seabrook        | Obránce             |
| 2006 | 4    | 97    | Oskar Osala           | Levé křídlo         |
| 2006 | 4    | 122   | Luke Lynes            | Centr               |
| 2006 | 5    | 127   | Maxime Lacroix        | Levé křídlo         |
| 2006 | 6    | 157   | Brent Gwidt           | Centr               |
| 2006 | 6    | 177   | Mathieu Perreault     | Centr               |
| 2007 | 1    | 5     | Karl Alzner           | Obránce             |
| 2007 | 2    | 34    | Josh Godfrey          | Obránce             |
| 2007 | 2    | 46    | Ted Ruth              | Obránce             |
| 2007 | 3    | 84    | Philip DeSimone       | Centr               |
| 2007 | 4    | 108   | Brett Bruneteau       | Centr               |
| 2007 | 5    | 125   | Brett Leffler         | Pravé křídlo        |
| 2007 | 6    | 154   | Dan Dunn              | Brankář             |
| 2007 | 6    | 180   | Justin Taylor         | Centr               |
| 2007 | 7    | 185   | Nick Larson           | Centr               |
| 2007 | 7    | 199   | Andrew Glass          | Levé křídlo         |
| 2008 | 1    | 21    | Anton Gustafsson      | Centr               |
| 2008 | 1    | 27    | John Carlson          | Obránce             |
| 2008 | 2    | 57    | Eric Mestery          | Obránce             |
| 2008 | 2    | 58    | Dmitrij Kugryšev      | Pravé křídlo        |
| 2008 | 4    | 93    | Braden Holtby         | Brankář             |
| 2008 | 5    | 144   | Joel Broda            | Centr               |
| 2008 | 6    | 174   | Greg Burke            | Levé křídlo         |
| 2008 | 7    | 204   | Stefan Della Rovere   | Levé křídlo         |
| 2009 | 1    | 24    | Marcus Johansson      | Centr               |
| 2009 | 2    | 55    | Dmitrij Orlov         | Obránce             |
| 2009 | 3    | 85    | Cody Eakin            | Centr               |
| 2009 | 4    | 115   | Patrick Wey           | Obránce             |
| 2009 | 5    | 145   | Brett Flemming        | Obránce             |
| 2009 | 6    | 175   | Garrett Mitchell      | Pravé křídlo        |
| 2009 | 7    | 205   | Benjamin Casavant     | Levé křídlo         |
| 2010 | 1    | 26    | Jevgenij Kuzněcov     | Centr               |
| 2010 | 3    | 86    | Stanislav Galijev     | Centr               |
| 2010 | 4    | 112   | Philipp Grubauer      | Brankář             |
| 2010 | 5    | 142   | Caleb Herbert         | Centr               |
| 2010 | 6    | 176   | Samuel Carrier        | Obránce             |
| 2011 | 4    | 117   | Steffen Kent Søberg   | Brankář             |
| 2011 | 5    | 147   | Patrick Koudys        | Obránce             |
| 2011 | 6    | 177   | Travis Boyd           | Utočník             |
| 2011 | 7    | 207   | Garrett Haar          | Obránce             |
| 2012 | 1    | 11    | Filip Forsberg        | Pravé a levé křídlo |
| 2012 | 1    | 16    | Tom Wilson            | Pravé křídlo        |
| 2012 | 3    | 11    | Chandler Stephenson   | Centr               |
| 2012 | 4    | 100   | Thomas DiPauli        | Centr               |
| 2012 | 4    | 107   | Austin Wuthrich       | Pravé křídlo        |
| 2012 | 5    | 137   | Connor Carrick        | Obránce             |
| 2012 | 6    | 167   | Riley Barber          | Pravé křídlo        |
| 2012 | 7    | 195   | Christian Djoos       | Obránce             |
| 2012 | 7    | 197   | Jaynen Rissling       | Pravé a levé křídlo |
| 2012 | 7    | 203   | Sergej Kostenko       | Brankář             |